# Нижнекамчатск
Нижнекамча́тск (также Нижне-Камчатск) — исчезнувший город в России. Находился на полуострове Камчатке, в нижнем течении реки Камчатки (отсюда название города), в 30 км от современного Усть-Камчатска; ныне Усть-Камчатский район Камчатского края.
Основан как Нижнекамчатский острог в 1713 году. Город с 1783 по 1822 гг. В середине XIX века пришёл в упадок, в 1968 году прекратил существование.

## История

### Острог

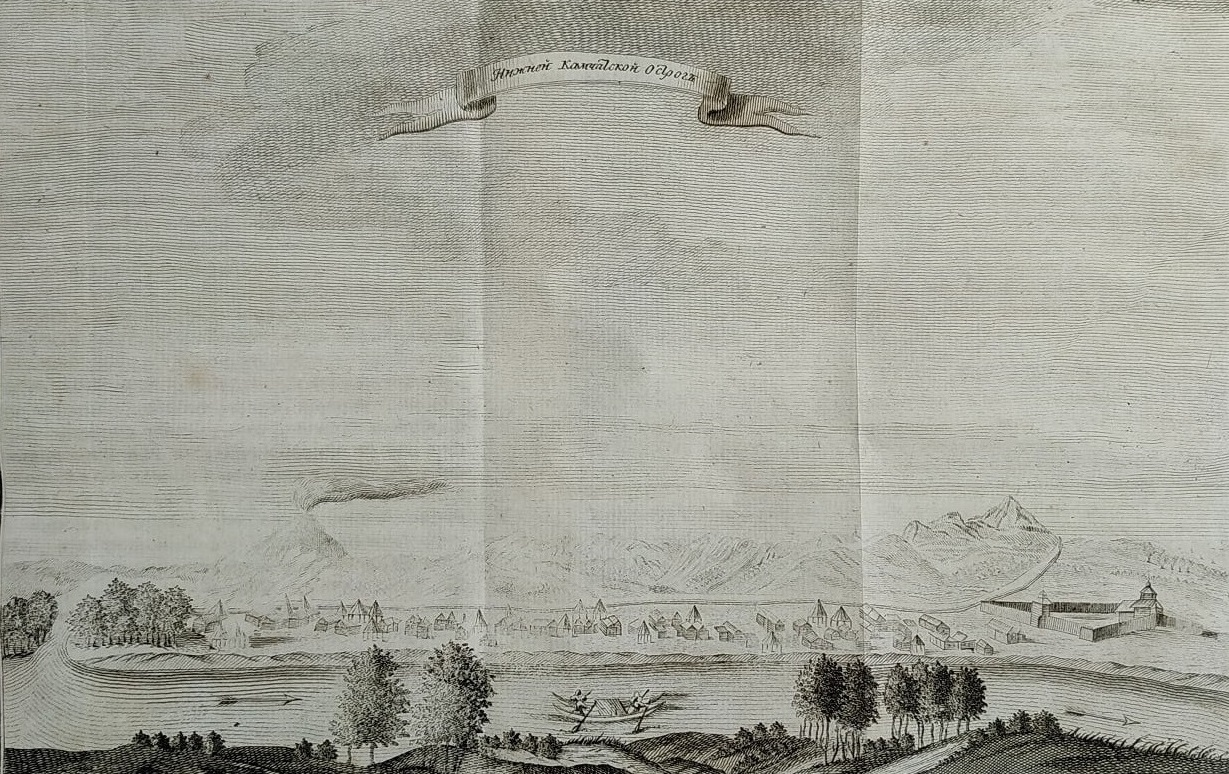
Нижнекамчатский острог, XVIII век

Нижнекамчатский острог был основан вблизи устья реки Уачхачь в 1713—1714 годах, в результате переноса острога в 3 км выше по реке Камчатке, существовавшего с 1704 года в районе современного посёлка Ключи, который, в свою очередь, был перенесён из зимовья, поставленного в 5 км выше по реке Камчатка В. Атласовым в 1697 году. В июле 1728 года из Нижнекамчатска отправилась в северном направлении в сторону будущего Берингова пролива Первая Камчатская экспедиция Витуса Беринга.
В 1731 году острог был разрушен камчадалами, после чего сожжён отрядом русских. В 1733—1740 годах восстановлен на новом месте — на левом берегу реки Камчатка ниже устья реки Радуга, в 30 км от современного посёлка Усть-Камчатск. В XVIII веке Нижнекамчатский острог являлся опорным пунктом Российско-американской компании.
На старом местоположении Нижнекамчатска в 1741 году был основан посёлок Ключи.

### Город

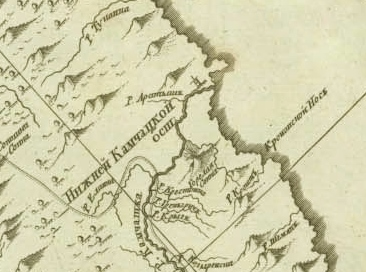
Нижнекамчатский острог
на карте 1745 года

С 1783 года — город, с того же года и по 1803 — административный центр Нижнекамчатского уезда Охотской области.
26 октября 1790 года вместе с другими гербами Иркутского наместничества был высочайше утверждён герб Нижнекамчатска с описанием: «В верхней части щита герб иркутский. В нижней части, в голубом поле, кит, в знак того, что у сего города в океане много их находится».

В 1852 году российский исследователь Карл Дитмар писал: 
Нижнекамчатск, некогда главный город Камчатки… совершенно утратил прежнее своё значение и уступает даже Ключам и Мильковой, а ещё более, конечно, Петропавловску. 20 домов, составляющих поселение и окруженных огородами, разбросаны довольно неправильно. Старые укрепления и ворота давно исчезли, торговли более нет, нет более прежнего достатка.
В 1741 году город населяло 92 жителя, в 1795 году — 179, 1822 году — 299, 1852 году — 245, 1895 году — 107, 1926 году — 225 жителей. В 1968 году исключён из списка населенных пунктов.

### Энциклопедии
- Нижнекамчатск // Энциклопедический словарь Брокгауза и Ефрона : в 86 т. (82 т. и 4 доп.). — СПб., 1890—1907.
- Нижнекамчатский острог, Нижнекамчатск. Архивировано из оригинала 26 августа 2014 года. — статья из Исторической энциклопедии Сибири — Н., 2010.

### Книги
- Гоков А. В. Первые итоги раскопок города Нижнекамчатска XVIII—XIX вв.. — Магадан, 1990.